# Parque Quase-Nacional Tsurugisan
O Parque Quase-Nacional Tsurugisan é um parque quase-nacional localizado nas prefeituras japonesas de Tokushima e Kochi. Estabelecido em 3 de março de 1964, tem uma área de 20 961 hectares.